# Trier római kori műemlékei
Trier római kori műemlékei gyűjtőnéven vették fel 1986-ban az UNESCO világörökség listájára a következő, Trierben illetve környékén található építményeket:
- Amfiteátrum
- Aula Palatina
- Borbála fürdő
- Császári fürdők
- Igeli oszlop
- Porta Nigra
- Mosel-híd

A Mosel-parti Trier az 1. században Colonia Augusta Treverorum néven római colonia, a következő században pedig fontos kereskedelmi központ volt. Az UNESCO tanácsadó testületének indoklása szerint "Trier összes római kori műemléke, amelyek elválaszthatatlanok az utóbb a  romjaikon épült keresztény műemlékektől, megérdemli, hogy felkerüljön a világörökség listájára". Az indoklás szerint az erődített kapu, a Porta Nigra a 2. századi római építészet egyedülálló teljesítménye (I. kritérium), a helyszín a fennmaradt műtárgyak sokasága és minősége folytán rendkívüli módon tanúsítja a római civilizációt (III. kritérium), a császári épületek jó példát szolgáltatnak a Római Birodalom bukása utáni fővárosra (IV. kritérium), és a helyszín közvetlen kapcsolatban áll egy nevezetes történelmi eseménnyel, I. Constantinus 312-ben történt hadbavonulásával Maxentius ellen. (VI. kritérium)